# Djimon Hounsou
Djimon Gaston Hounsou (ur. 24 kwietnia 1964 w Kotonu, Benin) – beniński aktor charakterystyczny, tancerz i model.
Odtwórca roli przywódcy buntu niewolników Cinqué w dramacie historycznym Stevena Spielberga Amistad (1997), za którą zdobył NAACP Image Awards oraz nominację do Złotego Globu dla najlepszego aktora w filmie dramatycznym i Nagrodę Satelity dla najlepszego aktora w filmie kinowym. Był dwukrotnie nominowany do Oscara dla najlepszego aktora drugoplanowego.

## Życiorys

### Wczesne lata
Urodził się w Kotonu w południowym Beninie jako syn Albertine i kucharza Pierre’a Hounsou. W 1977, w wieku 12 lat wspólnie ze swoim bratem Edmondem wyemigrował do Lyonu we Francji. Na rok przed uzyskaniem dyplomu porzucił szkołę i przez pewien czas był bezdomny. Został odkryty przez fotografa i w Paryżu rozpoczął karierę modela dla projektanta mody Thierry’ego Muglera. W 1990 przeniósł się do Stanów Zjednoczonych.

### Kariera
Karierę w amerykańskim show-businessie zapoczątkował w teledyskach: „Straight Up” Pauli Abdul (1988), „I Don’t Wanna Lose You” Tiny Turner (1989), „Express Yourself” Madonny (1989), „Hold On” En Vogue (1990) i „Love Will Never Do (Without You)” Janet Jackson (1990) z udziałem Antonio Sabato Jr. Debiutancką rolę byłego chłopaka zagrał w komedii muzycznej Bez ciebie nie istnieję (Without You I’m Nothing, 1990) z Sandrą Bernhard, Steve’em Antinem, Kenem Foree, Robin Antin i Johnem Doe.
Występował gościnnie w serialach, w tym Beverly Hills, 90210 (1990) jako wykidajło w nocnym klubie, Ostry dyżur (ER, 1999) jako Mobalage Ikabo, AXN Agentka o stu twarzach (Alias, 2003–2004) jako Kazari Bomani czy Miasteczko Wayward Pines (2016) w roli CJ Mitchuma.
Zyskał uznanie jako Juba, afrykański gladiator, towarzysz niedoli Maximusa (Russell Crowe) w historycznym dramacie kostiumowym Ridleya Scotta Gladiator (2000). W 2002 wziął udział w reklamie Gap wyreżyserowanej przez Petera Lindbergha, tańcząc do wykonania utworu „Boom Boom” Johna Lee Hookera w wykonaniu Baba Oje z Arrested Development. W przygodowym filmie fantasy Jana de Bonta Lara Croft Tomb Raider: Kolebka życia (2003) został obsadzony w roli Kosy).
W 2004 był nominowany do Oscara dla najlepszego aktora drugoplanowego za rolę Mateo Kuameya w dramacie Jima Sheridana Nasza Ameryka (In America, 2002), stając się czwartym Afrykańczykiem nominowanym do Oscara (obok Basila Rathbone’a, Cecila Kellawaya i Omara Sharifa). Rola ta przyniosła mu także Nagrodę Złotego Satelity i Independent Spirit Awards. W 2006 otrzymał nagrodę National Board of Review dla najlepszego aktora drugoplanowego i w 2007 odebrał NAACP Image Awards, a także był nominowany do Oscara za rolę Solomona Vandy’ego, porwanego przez Zjednoczony Front Rewolucyjny i zmuszonego do niewolniczej pracy w kopalni diamentów w wojennym dreszczowcu politycznym Edwarda Zwicka Krwawy diament (Blood Diamond, 2006).
Użyczył głosu Drago Bludvistowi w serialu animowanym Jeźdźcy smoków (DreamWorks Dragons, 2018), imperatorowi marsjańskiemu w serii Niezwyciężony (Invincible, 2021) i 	Korathowi w A gdyby…? (What If…?, 2021).

## Życie prywatne
W 2007 związał się z modelką Kimorą Lee Simmons, z którą ma syna Kenzo Lee (ur. 30 maja 2009). W listopadzie 2012 doszło do separacji.

## Filmografia
- 1990: Bez ciebie nie istnieję (Without You I’m Nothing) jako były chłopak
- 1992: Obsesja namiętności  (Unlawful Entry) jako więzień na ławce
- 1994: Gwiezdne wrota (Stargate) jako Horus
- 1997: Amistad jako Cinqué
- 1998: Śmiertelny rejs (Deep Rising) jako Vivo
- 2000: Gladiator jako Juba
- 2002: Pościg za milionem (Le boulet) jako Youssouf
- 2002: Nasza Ameryka (In America) jako Mateo
- 2003: Lara Croft Tomb Raider: Kolebka życia (Lara Croft Tomb Raider: The Cradle of Life) jako Kosa
- 2004: Blueberry jako Woodhead
- 2005: Wyspa (The Island) jako Laurent
- 2005: Constantine jako Papa Midnite
- 2006: Krwawy diament (Blood Diamond) jako Solomon Vandy
- 2008: Po prostu walcz! (Never Back Down) jako Jean Roqua
- 2009: Push jako agent Henry Carver
- 2010: Burza (The Tempest) jako Caliban
- 2011: Biały słoń (Elephant White) jako Curtie Church
- 2014: Siódmy syn (Seventh Son) jako Radu
- 2014: Strażnicy Galaktyki (Guardians of the Galaxy) jako Korath
- 2015: Szybcy i wściekli 7 (Furious 7) jako Mose Jokande
- 2015: Taśmy Watykanu (The Vatican Tapes) jako wikary Imani
- 2015: Powietrze (Air) jako Cartwright
- 2016: Tarzan: Legenda (The Legend of Tarzan) jako wódz Mbonga
- 2017: Jednakowo inni (Same Kind of Different as Me) jako Denver
- 2017: Król Artur: Legenda miecza (King Arthur: Legend of the Sword) jako Bedivere
- 2019: Kapitan Marvel (Captain Marvel) jako Korath
- 2019: Shazam! jako czarodziej
- 2019: Aniołki Charliego (Charlie’s Angels) jako Edgar 'Bosley' Dessange
- 2020: Ciche miejsce 2 (A Quiet Place Part II) jako mężczyzna na wyspie
- 2021: King’s Man: Pierwsza misja (The King's Man) jako Shola
- 2022: Jak zostałem samurajem (Paws of Fury: The Legend of Hank) jako Sumo (głos)
- 2022: Black Adam jako czarodziej
- 2023: Shazam! Gniew bogów jako czarodziej
- 2023: Ozi: Głos deszczowego lasu (Ozi: Voice of the Forest) jako ojciec Oziego (głos)
- 2023: Gran Turismo jako Steve Mardenborough
- 2023: Rebel Moon - Część 1: Dziecko ognia (Rebel Moon – Part One: A Child of Fire) jako generał Titus
- 2024: Rebel Moon - Część 2: Zadająca rany (Rebel Moon – Part Two: The Scargiver) jako generał Titus
- 2024: Ciche miejsce: Dzień pierwszy (A Quiet Place: Day One) jako Henri